# Heinäsaari (ö i Norra Karelen, Mellersta Karelen, lat 62,29, long 29,99)
Heinäsaari är en ö i Finland. Den ligger i sjön Suuri-Onkamo och i kommunen Rääkkylä i den ekonomiska regionen  Mellersta Karelens ekonomiska region  och landskapet Norra Karelen, i den sydöstra delen av landet, 400 km nordost om huvudstaden Helsingfors. Öns area är 8,2 hektar och dess största längd är 380 meter i sydväst-nordöstlig riktning.